# フランシス・ステュアート (第10代マリ伯爵)
第10代マリ伯爵フランシス・ステュアート（英語: Francis Stuart, 10th Earl of Moray KT、1771年2月2日 – 1848年1月12日）は、イギリスの貴族。
1791年から1810年までドゥーン卿の儀礼称号を使用した。

## 生涯
第9代マリ伯爵フランシス・ステュアートとジーン・グレイ（Jean Gray、1786年2月19日没、第11代グレイ卿ジョン・グレイの娘）の三男として、1771年2月2日にエディンバラで生まれた。青年期に1個歩兵中隊を招集していたが、1791年に解散した。
フリーメイソンに加入し、1796年から1798年までスコットランド・グランドロッジのグランドマスターを務めた。
1810年8月28日に父が死去すると、マリ伯爵の爵位を継承した。その後、1810年9月6日から1848年1月12日までマリ統監を務めた。1827年9月3日、シッスル勲章を授与された。
1848年1月12日に死去、長男フランシスが爵位を継承した。

## 家族
1795年2月26日、ルーシー・スコット（Lucy Scott、1798年8月3日没、ジョン・スコットの次女）と結婚、2男を儲けた。
- フランシス（1795年 – 1859年） - 第11代マリ伯爵、生涯未婚
- ジョン（1797年 – 1867年） - 第12代マリ伯爵、陸軍軍人、生涯未婚

1801年1月7日、マーガレット・ジェーン・エインズリー（Margaret Jane Ainslie、1837年4月3日没、サー・フィリップ・エインズリーの娘）と再婚、下記の子女を儲けた。
- アーチボルド・ジョージ（1810年 – 1872年） - 第13代マリ伯爵、陸軍軍人、生涯未婚
- ジョージ・フィリップ（1816年 – 1895年） - 第14代マリ伯爵、第18代グレイ卿、生涯未婚
- ジェーン（1880年3月14日没） - 1832年1月25日、第6代準男爵ジョン・アーチボルド・ドラモンド・ステュアート（1838年5月20日没）と結婚、子供なし。1838年8月25日、ジェレミア・ロンズデール・パウンデン（Jeremiah Lonsdale Pounden、1887年3月3日没）と再婚、1女（第19代グレイ女卿イヴリーン・スミス＝グレイ）を儲けた